# Masacre del templo sij de Wisconsin de 2012
El 5 de agosto de 2012 un tiroteo masivo tuvo lugar en un templo sij situado en Oak Creek, Wisconsin en Estados Unidos. Un hombre armado de 40 años identificado como, Wade Michael Page, abrió fuego matando a seis personas e hiriendo al menos a otras tres.  Siete personas murieron en el lugar, incluyendo el hombre armado. Los demás fueron trasladados a un hospital local.
Page fue un estadounidense de la supremacía blanca y veterano del ejército de los Estados Unidos de Cudahy, Wisconsin. Excepto el tirador todos los muertos eran miembros de la fe Sij. El incidente provocó reacciones del Presidente Barck Obama y el primer ministro indio, Manmohan Singh. Los dignatarios asistieron a vigilias con velas en países como los Estados Unidos, Canadá y la India. La primera dama Michelle Obama visitó el templo el 23 de agosto de 2012.

## Incidente
A raíz de varias llamadas a los servicios de emergencia alrededor de las 10:25 a. m. (CST) del domingo 5 de agosto de 2012, la policía respondió a un incidente en un templo sij ubicado en Oak Creek, Wisconsin. A su llegada se enfrentaron a un hombre armado, más tarde identificado como, Wade Michael Page de 40 años, que había disparado contra varias personas en el templo. Cuatro personas murieron en el interior del templo y tres personas entre ellas el sospechoso, murieron fuera del templo. Page fue herido por un oficial con un tiro en el estómago, a continuación se suicidó pegándose un tiro en la cabeza. Page mató a cinco hombres y una mujer, de edades de entre 39 a 84 años. Tres hombres adultos fueron trasladados al Hospital de Froedtert, incluyendo uno de los policías.
El FBI se hizo cargo de la investigación. La policía y los funcionarios federales evacuaron a los vecinos del sospechoso en las cercanías de Cudahy, para ejecutar una orden federal de registro.

## Víctimas
De las 6 víctimas fatales, una era de sexo femenino y cinco eran de sexo masculino. Cuatro de las víctimas eran ciudadanos indios, mientras que el resto eran estadounidenses de origen indio.
- Paramjit Kaur, de 41 años
- Satwant Singh kaleka, de 65 años, fundador de la Gurdwara
- Prakash Singh, de 39 años, un asistente de sacerdote
- Sita Singh, de 41 años
- Ranjit Singh, de 49 años
- Suveg Singh, de 84 años

Entre los heridos estaba el teniente Brian Murphy, que recibió quince disparos a corta distancia, varios de ellos en su chaleco antibalas y uno en el cuello. Fue dado de alta del hospital el 22 de agosto de 2012. Un grupo Sij con sede en Nueva York, prometió un premio de 10.000 dólares a Murphy. Dos residentes sij de Yuba City, California donaron otros 100.000 dólares al oficial Murphy por su acto heroico y valentía.

## Reacciones
El presidente Barack Obama emitió una declaración en la que ofreció sus condolencias y subrayó  "lo mucho que la comunidad sij ha enriquecido el país, que es parte de la gran familia estadounidense". El gobernador de Wisconsin Scott Walker y otros funcionarios también emitieron declaraciones de solidaridad con las víctimas del tiroteo.